# Сер'я
Се́р'я (рос. Сэръя) — присілок у Вавозькому районі Удмуртії, Росія. Колишня назва Балян.
Населення — 6 осіб (2010).
Урбаноніми:
- вулиці — Балян